# Olivier Eisenmann

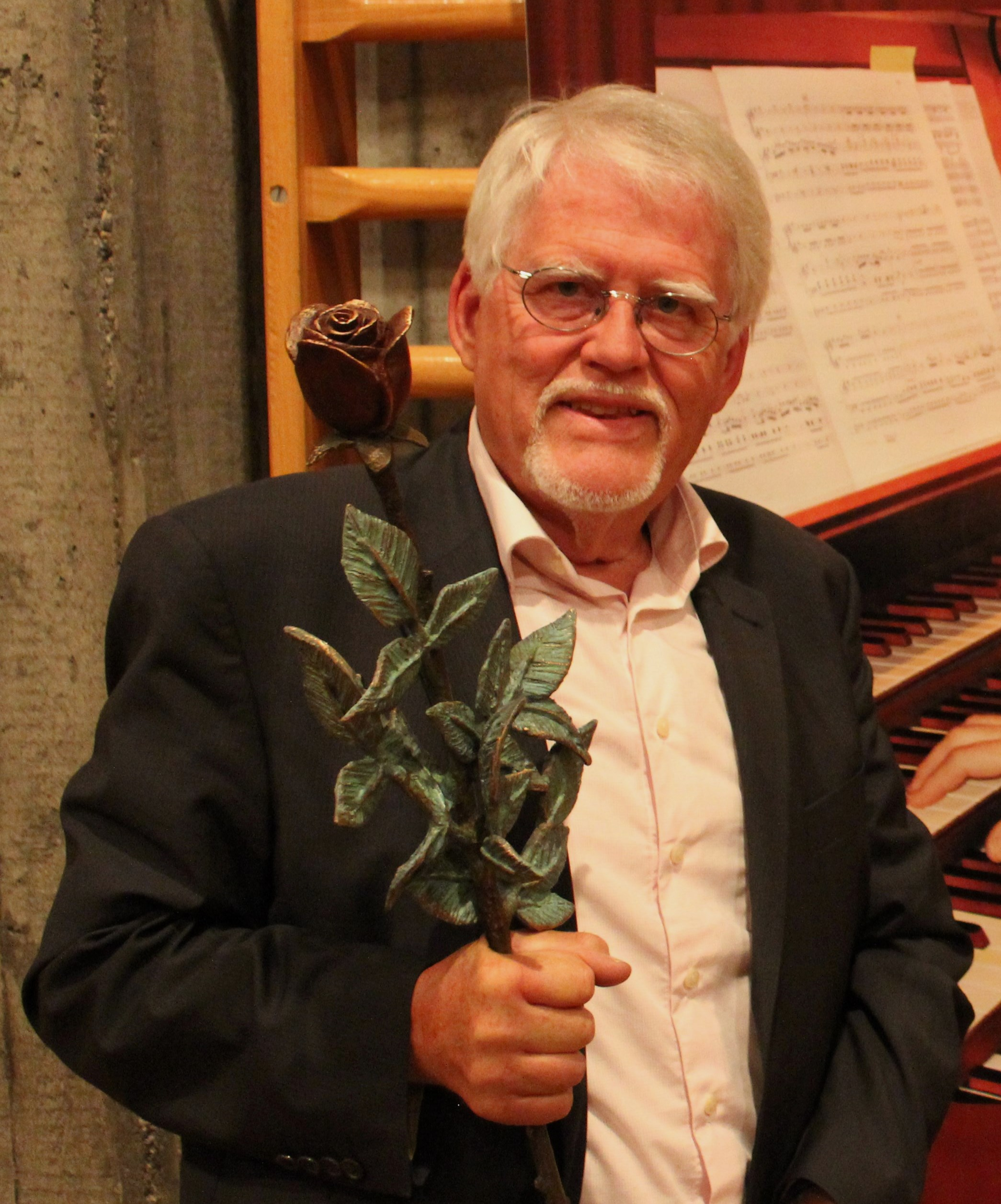
Olivier Eisenmann (2014)

Olivier Eisenmann (* 7. Juni 1940 in Zürich) ist ein Schweizer Konzertorganist.

## Leben
Eisenmann erhielt Klavierunterricht bei seinem Vater, dem Komponisten Will Eisenmann, und bei Sava Savoff am Konservatorium Luzern sowie eine Orgelausbildung bei Stiftsorganist Eduard Kaufmann in Luzern. Gleichzeitig studierte er an der Universität Zürich Germanistik, Geschichte und Schweizer Geschichte sowie Deutsche Literatur und schloss 1971 mit dem Doktorat ab.
Danach war er Inland-Redaktor bei den Luzerner Neuesten Nachrichten von 1971 bis 1976. Danach lehrte Eisenmann teilzeitlich bis 2004 Geschichte am Gymnasium der Kantonsschule Zug. Er war Gründungs- und Vorstandsmitglied der Internationalen Gesellschaft für Neue Musik (IGNM), Sektion Zentralschweiz. Er hielt Vorträge über Orgelmusik an Hochschulinstituten, u. a. in Herford, Sydney, Moskau, Nischni Nowgorod, und leitete Masterclasses, z. B. am Konservatorium in Parma; ferner publizierter in Fachzeitschriften und Zeitungen. Von seiner Wohngemeinde erhielt er die „Weggiser Rose“ als Auszeichnung für seine kulturelle Tätigkeit.
Konzert-Tourneen machte er zuerst als Pianist in der Schweiz (regelmässige Radio-Aufnahmen mit Ersteinspielungen für die Studios Genf, Basel und Bern), Deutschland und Israel, dann als Organist: So spielte er Orgelkonzerte in fast allen europäischen Ländern, in den Domen von Brüssel, Brügge, Trier, Aachen, Köln, Hamburg, Berlin, Fulda, Erfurt, Dresden und Passau, in den Münstern von Bonn, Ulm und Bern, München, Bratislava, Prag, Krakau, Ljubljana, Budapest und Luzern (Hofkirche) sowie in den Kathedralen von St. Gallen, Lausanne, Genf, Barcelona, Sevilla, Rotterdam, Bourges, Dijon, Danzig, Warschau, Wien, Salzburg, Graz, Dublin, Edinburgh, Chester, York, London, Lincoln, Kopenhagen, Oslo, Turku, Helsinki, Tampere und in fast allen schwedischen Domen.
An den Internationalen Musikfestwochen Luzern im KKL und am Festival d’Avignon trat Olivier Eisenmann ebenso auf wie an internationalen Orgelfestivals in Rom, Neapel, Verona, Turin, Palma de Mallorca und in Wittenberg, in den Kathedralen von Gent und Antwerpen, in Bonn, Oliwa (Polen), Vilnius, Minsk (Belarussische Staats-Philharmonie), Moskau, Ufa, Nischni Nowgorod, Jalta, Hongkong, São Paulo, Montevideo und Buenos Aires sowie in den mexikanischen Kathedralen von Morelia und Guadalajara. Ferner unternahm er Konzertreisen in den USA, er spielte in New York, Boston, Washington D.C., Chicago, Seattle usw., in Mexiko-Stadt, Australien, Neuseeland, Island, Russland, Ukraine und im Baltikum. Solistisch wirkte er mit bei Konzerten der Südwestdeutschen Philharmonie (z. B. in der Tonhalle Zürich), des Deutschen Bachorchesters, des Orchestre de la Suisse Romande, der Staatlichen Philharmonie Košice (Slowakei) und des Singapore Symphony Orchestra in Singapur.
Radio- und Fernsehaufnahmen erfolgten in der Schweiz, in Spanien, Deutschland, Tschechien, der Slowakei, in Österreich, Polen, Weissrussland, Russland, Finnland, Schweden, Ungarn, Slowenien, Brasilien und Singapur.
Zwölf Langspielplatten sowie elf CDs mit Ersteinspielungen von Werken von Otto Barblan, Ermend Bonnal, Hans Studer, Josef Garovi, Will Eisenmann, Linus David und Hansruedi Willisegger sind erschienen. Seine Tonträger enthalten vor allem Musik des 19. und 20. Jahrhunderts, insbesondere aus der (spät-)romantischen Epoche in Deutschland (Mendelssohn, Rheinberger, Reubke, Liszt, Reger, Karg-Elert), Frankreich (Boëllmann, Franck, Dubois, Saint-Saëns) und Skandinavien (Sandvold, Lindberg, Olsson).
Intensiv widmet er sich auch der schweizerischen Orgelmusik von Forchhammer, Honegger, Frank Martin bis zur Gegenwart sowie der Literatur für Flöte und Orgel. Mehrere Aufnahmen entstanden mit der Flötistin Verena Steffen, der Lebenspartnerin.
Eisenmann wohnt in Weggis (Kanton Luzern).

## Diskographie

### Langspielplatten (Auswahl)
- Armida WE 123: «Will Eisenmann» : Haiku I, op. 64 und Haiku II , op. 83 für Sopran und Klavier. Kathrin Graf, Sopran, Olivier Eisenmann, Klavier. Klavierwerke: Varianten, op. 71, Ballade, op. 78b, Ballade, op. 57a, Suite der Gegensätze, op. 51. Olivier Eisenmann, Klavier.
- Swiss pan 10014: «Schweizer Orgelmusik» : Otto Barblan (Chaconne über B-A-C-H, op. 10) , Will Eisenmann (u. a. Praeludium, op. 197), Arthur Honegger, Linus David (Zyklus I). Olivier Eisenmann.
- Pan OV-97 (Pan-Verlag Vleugels): «Musique pour Grand Orgue» : César Franck, Camille Saint-Saëns, Will Eisenmann, Ermend Bonnal («Paysages euskariens»). Olivier Eisenmann an der Orgel der kath. Pfarrkirche Gerliswil-Luzern.
- Pan OV-65005 (Pan-Verlag Vleugels): «Orgelmusik des 19. Jahrhunderts» : Léon Boëllmann, Julius Reubke (Sonate «Der 94. Psalm»). Olivier Eisenmann an der Orgel der Marktkirche Wiesbaden.

### CDs (Auswahl)
- Duraphon HCD 441: «Abend-Musik zu St. Michael Zug»: Nicolaus Bruhns, J.S. Bach, Franz Liszt (Präludium und Fuge über B-A-C-H sowie Variationen über den Basso continuo «Weinen, Klagen, Sorgen, Zagen» von J.S. Bach), Will Eisenmann (Fantasie III, op. 106). Olivier Eisenmann an der Orgel der katholischen Pfarrkirche St. Michael in Zug.
- Duraphon HD 432: «Geistliche Musik von Linus David», u. a. Quatre Antiennes für Flöte (Verena Steffen) und Orgel (Olivier Eisenmann)
- Vleugels LC8715 OV-75016: «Die Orgel der Romantik»: Felix Mendelssohn Bartholdy, Max Reger, Léon Boëllmann (Suite Gothique, Fantaisie, op. posth.). Olivier Eisenmann an den Orgeln der Hofkirche Luzern und der Marktkirche Wiesbaden.
- Vleugels LC8715 OV-75019: «Schweizer Orgelmusik»: Otto Barblan (Variationen über B-A-C-H, op. 24), Theophil Forchhammer (Vier Choralvorspiele), Arthur Honegger (Fugue et Choral), Frank Martin (Passacaille), Josef Garovi (Toccata e Fuga, 1957), Will Eisenmann (Fantasien I, op. 45 und II, op. 76). Olivier Eisenmann an der Orgel des Berner Münsters (Aufnahme durch Radio DRS Studio Bern).
- Violet LC 08900: «Orgelkonzert im Hohen Dom zu Köln»: Live-Mitschnitt eines Konzertes mit Olivier Eisenmann: Frank Martin, Josef G. Rheinberger, Arild Sandvold, Will Eisenmann, Hansruedi Willisegger.
- Violet LC 08900 Order-Code: 200.062: «Concert spirituel»: Live-Aufnahme des Orgelkonzertes von Olivier Eisenmann in der Cathédrale Saint-Etienne in Cahors an der historischen «Stoltz»-Orgel von 1860 anlässlich des 4. «Festival de l’Eté musical» im Lot-Tal in Süd-Frankreich mit Werken von Felix Mendelssohn Bartholdy, Théodore Dubois, Camille Saint-Saëns, César Franck, J. Ermend Bonnal und J. S. Bach.

- Violet LC 08900 Best.-Nr. 200.066: «Orgelkonzert» Live-Aufnahme durch Radio DRS 2 eines Konzertes mit Olivier Eisenmann an der neuen Rieger-Orgel in der kath. Pfarrkirche Menzingen (Kanton Zug): Félix-Alexandre Guilmant, Otto Rehm, Dezsö Antalffy-Zsiross, Hendrik Andriessen, Sigfrid Karg-Elert, Oskar Fredrik Lindberg.
- Violet LC 08900. Order-Code: 200.072: «Orgelklänge aus Weggis»: Live-Aufnahme des Orgelkonzertes von Olivier Eisenmann an der Graf-Orgel: Werke von Fanny Hensel-Mendelssohn, Felix Mendelssohn Bartholdy, Niels Wilhelm Gade, Gustav Adolph Merkel, Carl Reinecke, Josef Bohuslav Foerster und Jean Françaix.
- Violet LC 8900 Best.-Nr. 200.059: «Orgel und Flöte», Raritäten aus der skandinavischen Romantik und schweizerischen Moderne: Oskar Lindberg, Johan Peter Emilius Hartmann, Otto Olsson, Arild Sandvold, Hans Studer, Josef Garovi, Will Eisenmann, Heinz Wehrle.Olivier Eisenmann an der Voit-Orgel der Stadthalle Heidelberg, Verena Steffen, Flöte.
- aurophon AU 32128 CD: «Konzertante Musik für Flöte und Orgel»: Johann Ludwig Krebs, Johann Wilhelm Hertel, Johann Christoph Kellner, W.A. Mozart, Felix Mendelssohn Bartholdy, Josef Rheinberger, Johan Peter Emilius Hartmann, Franz Lachner. Olivier Eisenmann an der neuen Goll-Orgel in Hochdorf (Kanton Luzern), Verena Steffen, Flöte.